# Kąclowa
Kąclowa – wieś w Polsce, położona w województwie małopolskim, w powiecie nowosądeckim, w gminie Grybów, nad Białą dopływem Dunajca.
| Rodzaje    | Nazwy |
| ---------- | --- |
| przysiółki | Podchełmie, W Potokach |
| części wsi | Barbarzaki, Cierniakówka, Czerwonki, Danielówka, Do Michałowskich, Durlakówka, Działek, Gawłówka, Gurbówka, Karolówka, Kmakówka, Kopce, Kuligówka, Matułówka, Matoły, Międzyłącze, Motykówka, Nalepówka, Od Grybla, Placusie, Pod Dębiną, Pod Kawiorami, Pod Madynianką, Radziaki, Romankówka, Skrabówka, Szyszkówka, Święsówka, Tomaszkówka, Wygońskie, Wystranka, Z Potoka, Za Działem, Za Górą, Za Ogrodem, Zza Ławek |

## Historia
Źródłowe wzmianki o Kąclowej w dokumentach XV i XVI w. przedstawione są pod opracowanym przez Zofię Leszczyńską-Skrętową pod hasłem "Kąclowa"  w "Słowniku historyczno-geograficznym ziem polskich w średniowieczu". W dokumentach średniowiecznych używano różnych nazw wioski: w 1391 r. - Cunczowa, 1428 r. - Canczlowa, 1464 r. - Kunczlowa, 1497 r. - Cynczlova. Była to wieś królewska. W 1391 roku król Władysław Jagiełło nadał biskupowi krakowskiemu Janowi Radlicy zamek i miasto Muszyna wraz z licznymi wsiami, w tym również Kąclową. Przed rokiem 1428 ponownie znalazła się ona w rękach królewskich i należała do królewskiej tenuty grybowskiej. W 1497 roku król Jan Olbracht nadał Hieronimowi Jeżowskiemu sołectwo we wsi. W 1529 roku dziesięcina pieniężna o wartości 1 grzywny (z łanów kmiecych) należała do biskupa w ramach dziesięcinnego klucza sądeckiego, w okręgu grybowskim. Dziesięcina pieniężna o wartości 12 groszy z sołectwa oraz meszne o wartości 36 groszy (z całej wsi) należały do plebana w Grybowie. 
W wydanym w 1882 r. III tomie "Słownika geograficznego Królestwa Polskiego i innych krajów słowiańskich" hasło Kąclowa, opracowane przez Maurycego Maciszewskiego informuje, że wieś należy do parafii rzymskokatolickiej w Grybowie. Leży ona w terenie pagórkowatym, na wysokości 345 metrów nad poziomem morza. Od strony zachodniej i wschodniej otaczają ją lasy. Liczba mieszkańców wyznania rzymskokatolickiego wynosi 954 osoby, z czego 24 zamieszkują na obszarze większej własności ziemskiej. W Kąclowej stykają się granice powiatów: grybowskiego i gorlickiego. W miejscowości znajduje się jednoklasowa szkoła ludowa.
Większa własność ziemska należy do pana Ferdynanda Hoscha i obejmuje: 65 morgów gruntów ornych, 333 morgi lasu. Mniejsze gospodarstwa obejmują: 730 morgów gruntów ornych, 336 morgów łąk i ogrodów, 441 morgów pastwisk, 469 morgów lasu.
Rzeczywiście, bezpośrednio po rozbiorach Polski, austriaccy Habsburgowie ogłosili przejęcie królewszczyzn, by po paru latach dokonać ich wysprzedaży. Los taki spotkał też starostwo grybowskie. Największą jego część - Grybów, Kąclową, Binczarową, Boguszę oraz folwarki w Siołkowej i Białej Niżnej - nabył na licytacji w 1828 r. za 32 tys. zł reńskich Józef Hosch. Ferdynand Hosch urodził sie 11 czerwca 1836 r., zmarł 30 maja 1886 r. Jednym z potomków rodziny Hoschów jest prof. Andrzej Zoll.
W latach 1954–1968 wieś należała i była siedzibą władz gromady Kąclowa, po jej zniesieniu w gromadzie Grybów. W latach 1975–1998 miejscowość administracyjnie należała do województwa nowosądeckiego.

## Zabytki
Kościół św. Wojciecha w Kąclowej, zabytkowy kościół został wzniesiony w latach 1926–1929 według projektu prof. Zdzisława Mączeńskiego. Budynek jest jednonawowy, konstrukcji zrębowo-słupowej, oszalowany i pokryty blachą, zaprojektowany w tradycji dawnego budownictwa regionalnego. Wieża kościoła jest o konstrukcji słupowo-ramowej z pozorną izbicą, zwieńczona ślepą latarnią z kopułką. Nawę i prezbiterium nakrywa dach wielopołaciowy z wieloboczną sygnaturką. Po bokach nawy podcienia. Wnętrze nakryte jest częściowo stropem płaskim, a częściowo pozornym sklepieniem kolebkowym.
Kapliczka przydrożna. Obiekt wpisany do rejestru zabytków nieruchomych województwa małopolskiego

## Parafia
W Kąclowej działa Parafia Najświętszej Maryi Panny Wniebowziętej. Obszerne informacje na temat powstania parafii, budowy kościoła św. Wojciecha oraz  kościoła p.w. Wniebowzięcia M.B., duszpasterzy posługujących w Kaclowej można znaleźć na internetowej witrynie parafialnej . 

## Ochotnicza straż pożarna
Ochotnicza Straż Pożarna w Kąclowej istnieje od 1911 roku. Posiada samochód marki MAN.

## Osoby związane z miejscowością
- Józef Gucwa, polski duchowny katolicki, biskup tarnowski
- Józef Motyka, polski botanik, lichenolog, profesor systematyki roślin i geografii roślin Uniwersytetu Marii Curie-Skłodowskiej w Lublinie